# Kiyoteru Hanada
Kiyoteru Hanada (花田 清輝, Hanada Kiyoteru, 29 mars 1909 - 23 septembre 1974) est un essayiste et critique littéraire japonais de l'ère Shōwa. Le scénariste Jukki Hanada est son petit-fils.

## Biographie
Né à Fukuoka, Hanada est diplômé de l'université impériale de Tokyo. Il s'installe à Tokyo où il travaille comme journaliste pour le Gunji Kogyo Shimbun, journal économique militaro-industriel pro-gouvernemental. Dans un premier temps il est attiré par le mouvement fasciste japonais soutenu par Seigō Nakano.
Cependant, durant la Seconde Guerre mondiale, il défie les lois de préservation de la paix, et publie de nombreux essais très critiques envers le gouvernement et la croissance du militarisme japonais dans la revue littéraire Bunka Soshiki, qu'il a fondée en 1939.
Après la guerre, il contribue à la revue littéraire Kindai Bungei et publie un livre de critique littéraire, Fukkoku no seishin, recueil d'essais sur divers écrivains, dont Dante et Cervantes, en 1946. En tant que chef de file de la Société littéraire du nouveau Japon (Shin Nihon Bungakukai) il aide à faire connaître les ouvrages de la première génération des écrivains d'après-guerre.
Très intéressé par le développement du dramatique radio au Japon (en) et à la télévision, il joue un rôle dans le développement de l'art audiovisuel intégré. En politique, Hanada est un marxiste convaincu et membre actif du Parti communiste japonais, et croit fermement que l'art doit servir la politique.
Fondateur du Yoru no Kai (« Société de la nuit ») et théoricien en vue de l'avant-garde artistique au Japon après la guerre, il soutient les artistes avant-gardistes Okamoto Taro et Kōbō Abe. Il est conseiller général de l'éditeur Sinzenbisha, qui publie en 1948 le premier roman de Kōbō Abe, (終りし道の標に) Owarishi michi no shirube ni, sur sa recommandation. Hanada développe une philosophie qu'il intitule « Minéralisme » (Kobutushugi), qui combine le matérialisme avec un sens des valeurs. Les contemporains considèrent Abe comme un élève fidèle de la façon de penser de Hanada, et de fait, Abe est inspiré dans son travail par un certain nombre d'essais de Hanada.
Hanada meurt d'une hémorragie cérébrale le 23 septembre 1974. Sa tombe se trouve à Matsudo dans la préfecture de Chiba.

## Source de la traduction
- (en) Cet article est partiellement ou en totalité issu de l’article de Wikipédia en anglais intitulé « Hanada Kiyoteru » (voir la liste des auteurs).